# Воденице
Воденице (серб. Воденице / Vodenice) — село в общине Вишеград Республики Сербской Боснии и Герцеговины. Население составляет 112 человек по переписи 2013 года.
Воденице основано в 1981 году как отдельное село, вышедшее из состава села Родич-Брдо.

## Население[3]
По данным на 1991 год, в селе проживали 59 человек, из них:
- 35 — сербы,
- 21 — бошняки,
- 3 — представители иной национальности.